# Sebastián Vega
Sebastián Ernesto Vega (Gualeguaychú, 9 luglio 1988) è un cestista argentino.

## Carriera
Con l'Argentina ha disputato i Campionati sudamericani del 2010.